# Amanita Design
Amanita Design ist ein tschechisches Entwicklerstudio für Spiele, Webanwendungen und Musikvideos. Es wurde  2003 von Jakub Dvorský gegründet. Von dem Unternehmen stammen preisgekrönte Point-and-Click-Adventures wie Machinarium, Samorost oder Botanicula.

## Geschichte
Gegründet wurde Amanita Design 2003 als Jakub Dvorský sein Projekt für die Studienabschlussarbeit an der Academy of Arts in Prag fertigstellte. Er entwickelte ein Online-Flash-Game, genannt Samorost. Seitdem entwickelt das Team Adventurespiele. Außerdem stammen von Amanita Design ein paar Musikvideos und Kurzspiele für Nike, The Polyphonic Spree und BBC. Nach dem Nachfolger von Samorost (Samorost 2) veröffentlichte das Unternehmen 2009 sein erstes, größeres Projekt. Das Point-and-Click-Adventure Machinarium. In den Jahren darauf folgten weitere Spiele u. a. Botanicula (2012), Samorost 3 (2016) und Chuchel. 2020 veröffentlichte die Firma mit Trust Me, I Got This! ein Gratisspiel, das von ihr für den Global Game Jam erstellt worden war.

## Technik
Die von Amanita Design entwickelten Spiele benutzen größtenteils die Adobe-Flash-Technik für Webanwendungen, jedoch wurde für die Veröffentlichung der Spiele als Download ein eingebauter Flashplayer verwendet. Das Studio entwickelt für verschiedene Betriebssysteme. Seit Pilgrims (2019) und Creaks (2020) verwendet das Unternehmen Unity als Spiel-Engine, weil Adobe Flash eingestellt ist.

## Veröffentlichte Spiele (Auswahl)
| Jahr | Titel                 | Genre            | Plattform                                                                                |
| ---- | --------------------- | ---------------- | ---------------------------------------------------------------------------------------- |
| 2003 | Samorost              | Adventure        | Browserspiel (Flash), Android                                                            |
| 2005 | Samorost 2            | Adventure        | Windows, Mac, Linux, Android                                                             |
| 2008 | Questionaut           | Adventure        | Browserspiel                                                                             |
| 2009 | Machinarium           | Adventure        | Windows, Mac, Linux, iOS, Android, PS4, Xbox One, PS3, PlayStation Vita, Nintendo Switch |
| 2012 | Botanicula            | Adventure        | Windows, Mac, Linux, iOS, Android                                                        |
| 2016 | Samorost 3            | Adventure        | Windows, Mac, iOS, Android                                                               |
| 2018 | Chuchel               | Adventure        | Windows, Mac                                                                             |
| 2019 | Pilgrims              | Adventure        | Windows, Mac, Linux, Nintendo Switch                                                     |
| 2020 | Trust Me, I Got This! | Adventure        | Webbrowser, Mac OS, Windows                                                              |
| 2020 | Creaks                | Action-Adventure | iOS, Nintendo Switch, PlayStation 4, Windows, Xbox One                                   |
| 2021 | Happy Game            | Survival Horror  | Windows, Nintendo Switch                                                                 |

## Auszeichnungen
Samorost 2 gewann 2007 einen Webby Award in der Kategorie „Spiele“ und beim Independent Games Festival einen Award in der Kategorie „Bestes Browser Game“. Machinarium wurde von Gamasutra zum „Besten Indie-Game 2009“ ernannt und gewann im selben Jahr beim Independent Games Festival einen „Excellence in Visual Art Award“.